# Timi Balázs
Elemér "Timi" Balázs (*Pásztó, 4 april 1906 – Voorburg (ZH) 24 mei 1991) was een Hongaars cimbalist die hoofdzakelijk werkzaam was in Nederland.

## Jeugd

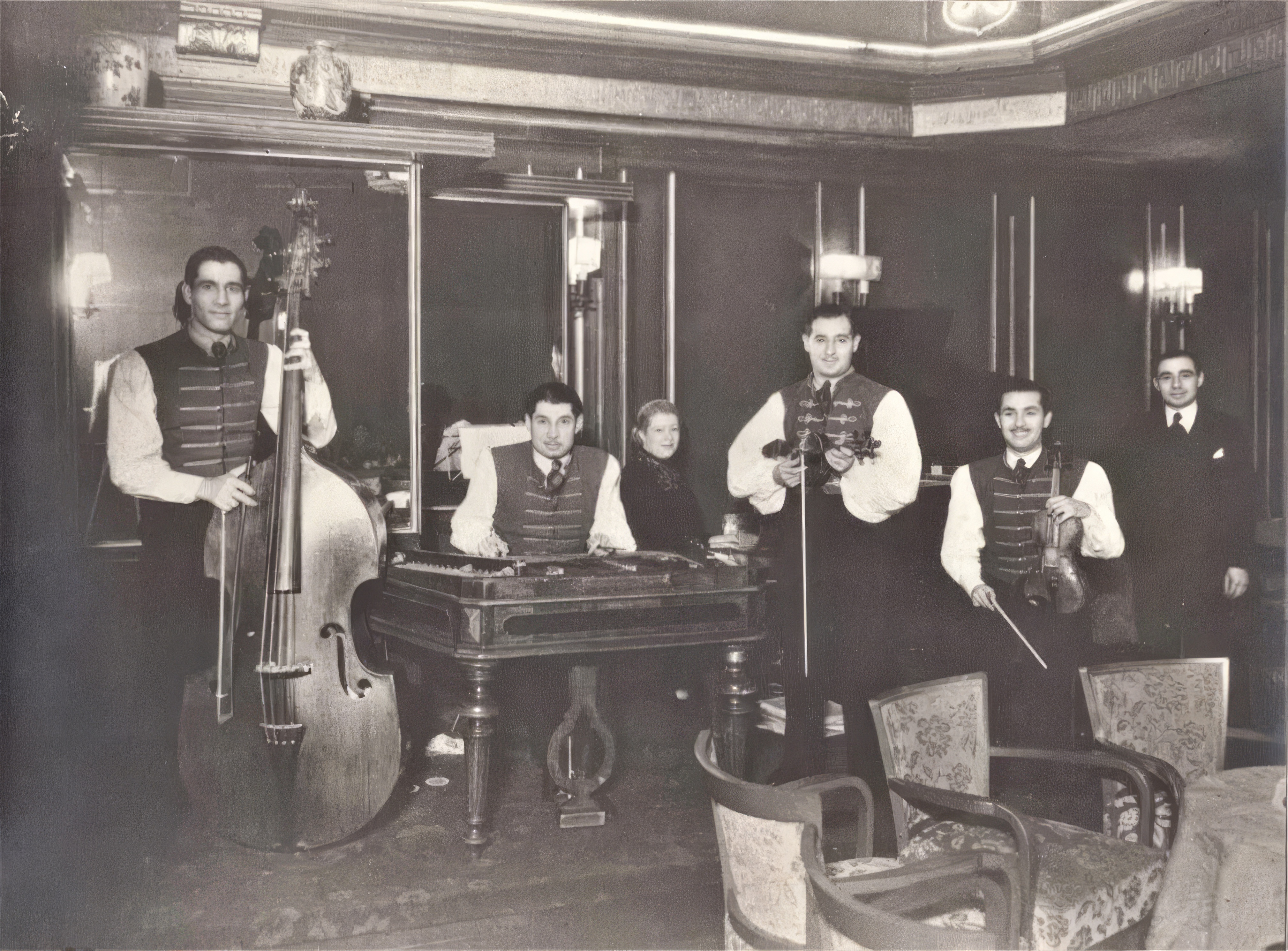
Balázs (jaren 20)

Timi Balázs werd op 4 april 1906 in Pásztó in Hongarije geboren in een zeer kinderrijk gezin. Een gezin waarin de zigeunermuziek centraal stond. Zijn vader was cimbalist, zijn oudste broer Zsiga was een briljante violist maar helaas veel te jong overleden. Zijn jongere broer Janci was een vermaard cellist. Timi was reeds op zeer jeugdige leeftijd cimbaal gaan spelen. Op achtjarige leeftijd vertrok Timi namelijk naar Boedapest om les te nemen en zich verder te bekwamen op de cimbalon op het conservatorium in Boedapest. Op zestienjarige leeftijd werd Timi al gevraagd om cimbalist te worden in het alom vermaarde orkest van Kozak Gabor. De optredens in New York Café en andere bekende gelegenheden in Boedapest waren vermaard.
In de jaren die volgden trad Timi op met alle vooraanstaande orkesten in Boedapest zoals die van de gebroeders Jenö en Pali Pertis. Deze periode is voor zijn muzikale vorming zeer belangrijk geweest. Onder de strenge handen van grote orkestleiders werd hij muzikaal gevormd in techniek en discipline.
Inmiddels was Timi vader geworden van twee zoons t.w. Jenö(†) en Zsiga(†) Balázs

## Naar Nederland
Timi’s eerste buitenlandse tournee bracht hem samen met orkestleider Bandi Balogh naar Nederland. In 1937 werd deze tournee herhaald samen met opnieuw orkestleider Bandi Balogh. Nederland werd na Hongarije het tweede thuisland waar hij zou verblijven. Eerst in 1971, 34 jaar later dus, zette Timi weer voet op Hongaarse bodem.

## De succesjaren in Nederland
Vlak voor de 2e wereldoorlog en direct daarna was er in Nederland een enorme vraag naar zigeunermuziek. Voor de oorlog speelde Timi in het orkest van Géza Kiss. Tijdens de oorlog leerde Timi de Roemeense primas (eerste viool) Gregor Serban kennen waarmee hij meer dan 18 jaar nauw zou samenwerken. Timi behoorde tot de weinige Hongaarse cimbalisten die moeiteloos in het Roemeense genre konden meekomen. Tijdens de oorlogsjaren werd zijn dochter Annuschka (1941) geboren en 10 jaar later zijn zoon Bandi.
Na de oorlog en met name in de jaren 50 van de vorige eeuw begonnen de gouden jaren voor de zigeunermuziek met als middelpunt het Gevers Deynootplein in de badplaats Scheveningen. In uitgaansgelegenheden zoals het Kurhaus, Palace Hotel, L’heure Bleu, in Den Haag Café Den Hout, The House of Lords, Hotel des Indes, De Witte Brug maar ook in het Lido in Amsterdam, Engels en Boris in Rotterdam, Cocagne in Eindhoven en Royal in Arnhem waren plekken waar Timi regelmatig te beluisteren viel. Ook werd er regelmatig opgetreden voor de leden van het Koninklijk Huis. 

## Tzigane
Timi heeft in Nederland altijd grote populariteit genoten in de studentenkringen. Centraal daarin stond was zijn invloed op de Utrechtse Studentenzigeunerkapel Tzigane. Hij heeft generaties studenten gecoacht en speelde regelmatig met diverse bezettingen mee. Uiteindelijk heeft dit geleid dat Timi het ere lidmaatschap van Tzigane werd gegund. In 1977 ontving Timi de ere-medaille in goud verbonden aan de orde van Oranje-Nassau.

## De laatste jaren

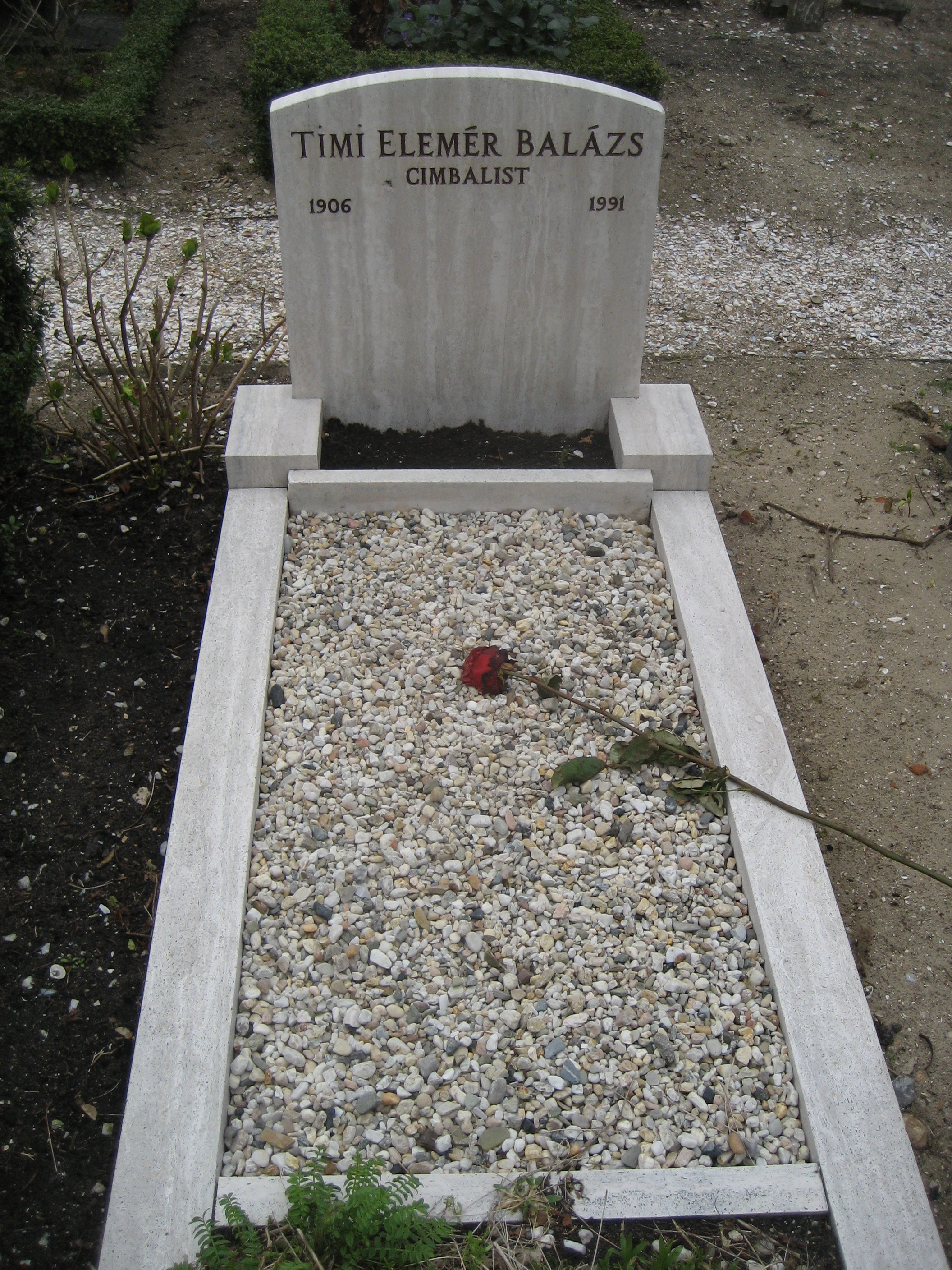
Begraafplaats Sint Petrusbanden

In 1971, Timi had inmiddels het Nederlanderschap verworven, is Timi teruggekeerd naar zijn geboorteplaats Pásztó. Vele reizen naar Hongarije volgden totdat zijn gezondheid het reizen niet meer toeliet.  
Timi ligt begraven op de katholieke Begraafplaats Sint Petrus Banden in Den Haag.